# Yukou
Citrus yuko
Espèce
Le Yokou (ユコウ, 柚 子) ou Yúkó ou  Yúkou, Citrus yuko est un agrume japonais hybride du genre Citrus.

## Histoire
L'histoire de ce fruit est loin d'être claire. Le yuko serait issu de croisement naturel entre d'autres espèces comme le yuzu et le pomelo. On pense que cette espèce existerait depuis au milieu du XIXe siècle. Cependant à partir des années 1960, le yuko a commencé à disparaître rapidement de la région de Nagasaki pour plusieurs raisons. Les agriculteurs qui ont introduit les mandarine satsuma craignaient que la pollinisation croisée ne réduise la valeur de leurs nouvelles cultures. Deuxièmement, la production de masse de vinaigre et d'autres assaisonnements a réduit le besoin d'agrumes cultivés localement pour l'assaisonnement des plats. De plus, ces arbres entravaient les efforts des agriculteurs pour étendre leurs champs de culture maréchaires. Enfin les yukos grandissent relativement vite, ce qui rend difficile la récolte de leurs fruits[réf. nécessaire]. À Doinokubi en particulier, l'urbanisation et l'expansion des quartiers résidentiels ont accéléré le déclin de l'espèce. En quelques décennies, le yuko avait décliné presque jusqu'à l'extinction.
Ce n'est que récemment que le yuko a été redécouvert et reconnu comme un agrume originaire du Japon. En 2001, la municipalité de Nagasaki a mené une étude sur les arbres restants avec des chercheurs de la station expérimentale sur les arbres fruitiers de Nagasaki et d'autres organisations. Ce fut le début d'un mouvement pour protéger et revitaliser les populations yuko, principalement des districts de Doinokubi et de Sotome.

## Description

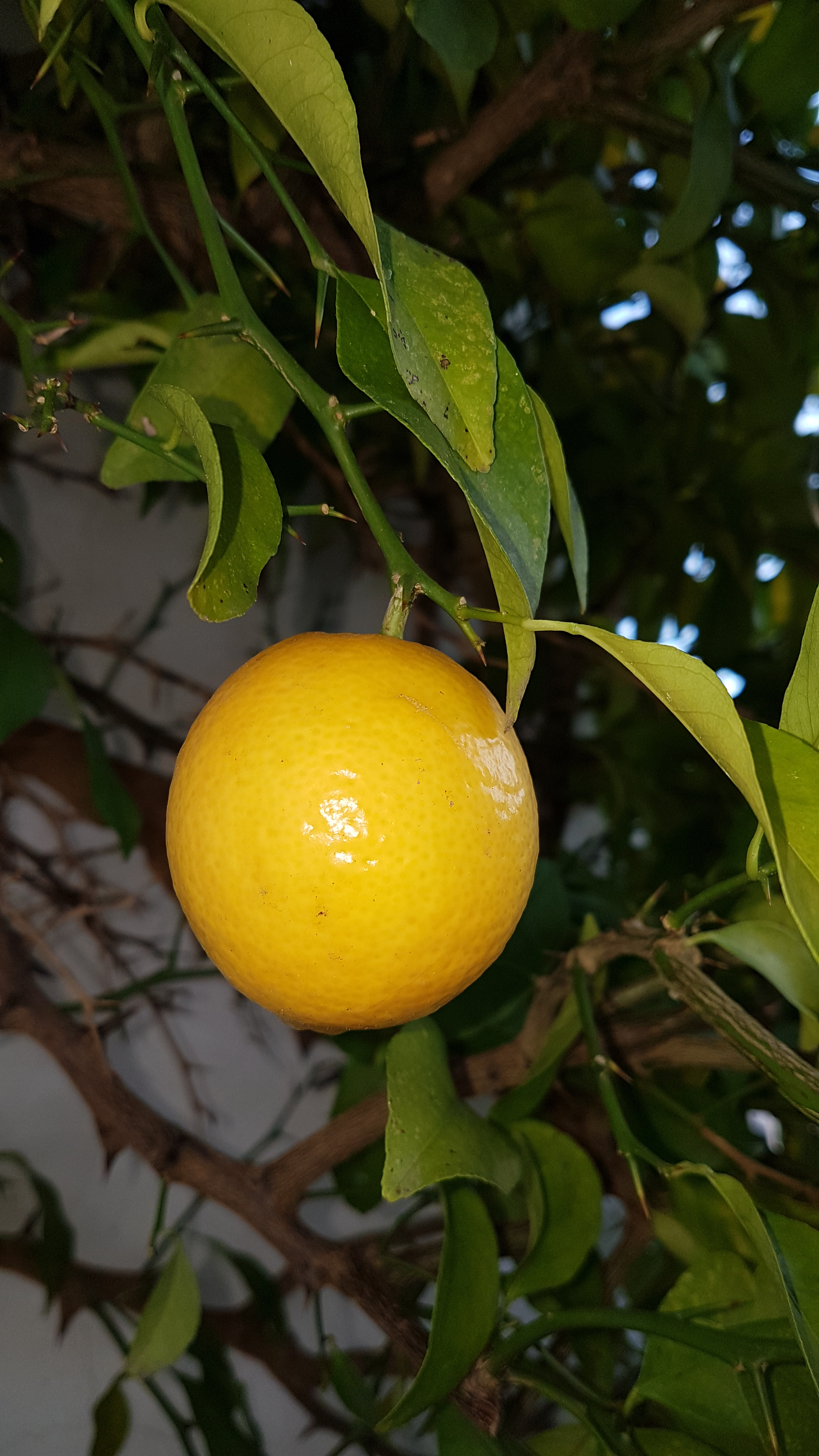
Yukou sur l'arbre

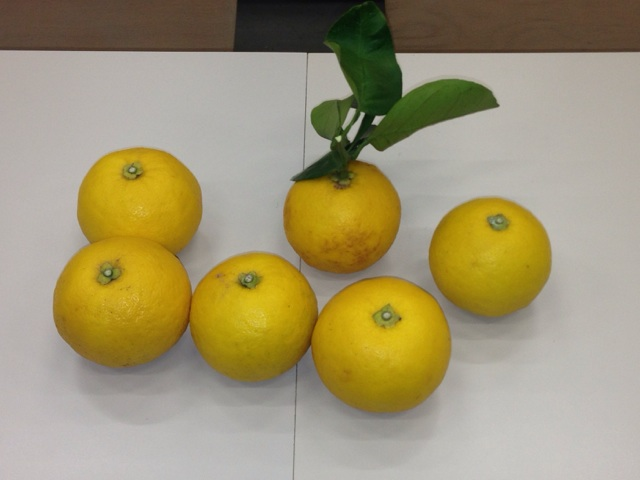
Yukou cueillis

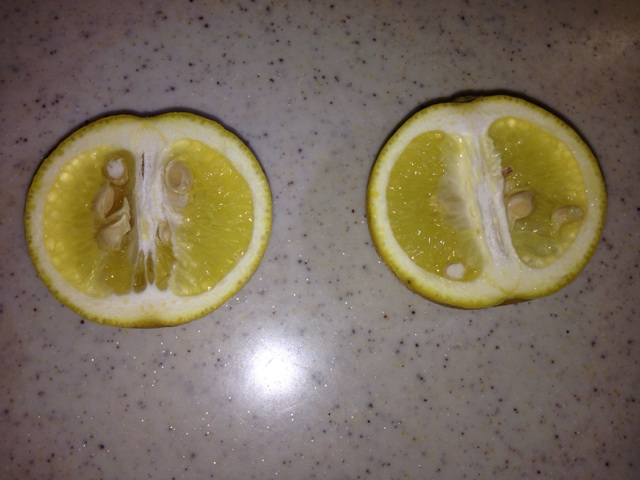
Fruit coupé en deux

En apparence, le fruit ressemble au yuzu (C. junos) et au kabosu (C. sphaerocarpa). Lorsqu'il mûrit, l'écorce extérieure et la chair prennent une couleur jaune vif qui rappelle le citron. Le yuko a de nombreux pépins, une saveur prononcée mais « ronde », et une chair juteuse ; son écorce  interne blanche (albedo) est également comestible, comme celle de l'hyuganatsu (C. tamurana). L'écorce du fruit mûr a une odeur sucrée semblable à celle d'autres fruits comme le pomelo et le yuzu. Le poids du fruit est d'environ 150 g. L'épaisseur de la peau est de 5,5 à 6,9 mm. Mûr en décembre, le jus de fruit contient 3,2 à 3,9 % d'acide citrique.

## Culture
Greffée, la plante résiste bien au gel, jusqu'à -12°c selon certains horticulteurs. L'arbre peut devenir assez gros rapidement.

## Répartition
On trouve cet agrume principalement cultivé dans la préfecture de Nagasaki et la préfecture de Saga ainsi que dans des zones de la ville de Nagasaki comme les quartiers de Doinokubi et de Sotome. Les arbres se trouvent également le long des routes de la région, ce qui suggère que les oiseaux ont pu disperser les graines et les faire germer à différents endroits.

## Consommation
À Doinokubi comme à Sotome, le yuko est utilisé pour ajouter de la saveur aux plats d'accompagnement vinaigrés et pour garnir le poisson, y compris les sardines. Le fruit peut être consommé tel quel, ainsi que son jus. Son arôme ressemble à celui d'une mandarine acide et sucrée.

### Pages connexes
- Agrumes
- Agrumes japonais